# Frühling (Rachmaninow)
Frühling (häufig auch Der Frühling, russisch Весна) ist eine weltliche Kantate für Bariton, gemischten Chor und Orchester von Sergej Rachmaninow, op. 20.
Literarische Vorlage ist die 1863 entstandene Dichtung Grünes Rauschen (russisch Зеленый Шум) von  Nikolai Nekrassow. Sie handelt von einem im Spätsommer betrogenen Ehemann, der während der langen Wintermonate Rachegelüste gegenüber seiner Ehefrau hegt, die sich durch die Ankunft des Frühlings in Milde und Vergebung wandeln. 
Rachmaninow schrieb das Werk ausgerechnet im Jahr seiner Heirat mit Natalja Satina, 1902. Die Aufführungsdauer beträgt ca. 16–18 min. Das Werk hat bereits opernartige Züge und bereitet den Boden für die wenige Jahre später vollendeten Opern Francesca da Rimini und Der geizige Ritter. Ebenso wie die Titelrolle im geizigen Ritter ist das Bariton-Solo in Frühling für Rachmaninows Freund Fjodor Schaljapin geschrieben.

## Aufnahmen
- Sergei Jakowenko, Jurlow Chor, Staatl. Sinfonieorchester der UdSSR, Jewgeni Swetlanow. Melodija 1984
- Jorma Hynninen, Chor und Orchester des Dänischen Rundfunks, Dmitri Kitajenko. Chandos 1991
- Sergei Leiferkus, Choral Arts Society of Philadelphia, Philadelphia Orchestra, Charles Dutoit. Decca Records 1992
- Tigran Martirossian, Russ. Staatskapelle und - orchester, Waleri Poljanski. Chandos 1997